# Víctor Álvarez González
Oriundo de la ciudad asturiana Gijón, pertenecía a la Confederación Nacional del Trabajo (CNT).
Víctor Álvarez González (Gijón, n. 1901) fue un anarcosindicalista español. 

## Biografía
Tras el estallido de la Guerra civil se unió a las Milicias Confederales, llegando a mandar un batallón de la CNT en la región asturiana. Partidario de la militarización, posteriormente se integraría en la estructura del nuevo Ejército Popular de la República, llegando a mandar la 3.ª Brigada asturiana y la 1.ª División asturiana. Tras la caída del Frente norte regresó a la zona centro-sur republicana, donde llegaría a mandar las divisiones 22.ª y 25.ª, operando en los frentes de Andalucía, Levante y Extremadura.